# 610
610（六百十、ろっぴゃくじゅう）は自然数、また整数において、609の次で611の前の数である。

## 性質
- 610は合成数であり、約数は 1, 2, 5, 10, 61, 122, 305, 610 である。
  - 約数の和は1116。
- 15番目のフィボナッチ数である。1つ前は377、次は987。
  - フィボナッチ数が楔数となる最小の数である。次は987。
- 76番目の楔数である。1つ前は609、次は615。
- 598より始まった13個連続で半素数が出現しない空白区間の最後の数である。
- 610 = 256 + 354 = 28 + 14 + 24 + 34 + 44
- 610 = 512 + 98 = 29 + 14 + 24 + 34
- 各位の和が7になる35番目の数である。1つ前は601、次は700。
- 610 = 92 + 232 = 132 + 212
  - 異なる2つの平方数の和で表せる181番目の数である。1つ前は605、次は612。(オンライン整数列大辞典の数列 A004431)
  - 2つの平方数の和2通りで表せる39番目の数である。1つ前は585、次は625。
- 610 = 32 + 52 + 242 = 52 + 122 + 212
  - 3つの平方数の和2通りで表せる138番目の数である。1つ前は608、次は613。(オンライン整数列大辞典の数列 A025322)
  - 異なる3つの平方数の和2通りで表せる119番目の数である。1つ前は600、次は613。(オンライン整数列大辞典の数列 A025340)
- 12番目のマルコフ数である。1つ前は433、次は985。
  - 12 + 2332 + 6102 = 3 × 1 × 233 × 610

## その他 610 に関連すること
- 610=500+100+10　であり、異なる3枚の硬貨でつくれる金額の中では2番目に大きい。
- Centris 610、Quadra 610は1993年に発売されたMacintoshの機種名。
- 六一〇ハップ -武藤鉦製薬株式会社が発売していた硫黄系入浴剤。
- NHK総合の地域情報番組の番組名として使用されている（新潟ニュース610など）。
- 東京スカイツリーの当初想定された高さは610m。
- カレンダーの数をMMDDの形(Month、Day)で表したとき唯一のフィボナッチ数である。
- ライオン・エア610便墜落事故-ボーイング737MAXがジャワ海に墜落した事故。